# 시마오 선전 홍콩 인터내셔널 센터
시마오 선전 홍콩 인터내셔널 센터는 중화인민공화국 선전에 공사중인 마천루이다. 현재 메인타워를 제외한 모든 건물들이 공사중이디.